# Тисовец
Тисовец (слч. Tisovec, мађ. Theissholz) град је у Словачкој, који се налази у оквиру Банскобистричког краја, где је у саставу округа Римавска Собота.

## Географија
Тисовец је смештен у средишњем делу државе. Главни град државе, Братислава, налази се 280 километара западно од града.
Рељеф: Тисовец се развио у долини реке Римаве, подно Муранских планина. Град је положен на приближно 410 метара надморске висине.
Клима: Клима у Тисовецу је умерено континентална.
Воде: Кроз Тисовец протиче река Римава горњим делом свог тока. Она дели град на западни и источни део.

## Историја
Људска насеља на овом простору везују се још за време праисторије. Први помен града је из 1334. године.
Крајем 1918. Тисовец је постао део новоосноване Чехословачке. У време комунизма град је нагло индустријализован, па је дошло до наглог повећања становништва. После осамостаљења Словачке град је постао њено општинско средиште, али је дошло до привредних тешкоћа у време транзиције.

## Становништво
| Година:    | 1994. | 2004.   | 2014.   | 2024.    |
| ---------- | ----- | ------- | ------- | -------- |
| Број људи: | 4280  | 4116    | 4223    | 3587     |
| Разлика:   |       | -3,83 % | +2,59 % | -15,06 % |

| Година:    | 2023. | 2024.   |
| ---------- | ----- | ------- |
| Број људи: | 3632  | 3587    |
| Разлика:   |       | -1,23 % |

Данас Тисовец има око 4.000 становника и последњих година број становника опада.
Етнички састав: По попису из 2001. састав је следећи:
- Словаци - 95,7%,
- Роми - 2,9%,
- Чеси - 0,8%,
- остали.

Верски састав: По попису из 2001. састав је следећи:
- атеисти - 34,6%,
- лутерани - 32,9%,
- римокатолици - 29,5%,
- остали.

## Партнерски градови
- Putnok

## Галерија
- Здање управе Тисовеца
- Градска лутеранска црква
- Клементисов трг, главни у Тисовецу